# Kassandros

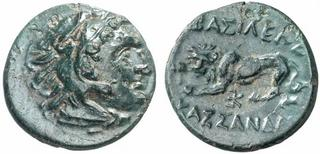
Mynt med Kassandros grekiska: ΒΑΣΙΛΕΩΣ ΚΑΣΣΑΝΔΡΟΥ (kung Kassandros).

Kassandros (grekiska: Κάσσανδρος), född cirka 350 f.Kr., död 297 f.Kr., var kung av Makedonien mellan 305 och 297 f.Kr., och var Antipatros äldste son.

## Biografi
Kassandros dyker i historiskt sammanhang först upp vid Alexander den stores råd i Babylon 323 f.Kr. kort före Alexanders död, där han försvarade sin far mot sina ovänners förtal och återvände till Makedonien för att göra anspråk på riksföreståndarskapet. Han gjorde sig till herre i Grekland och i Makedonien och för att trygga sitt välde lät han efter hand mörda de återstående medlemmarna av Alexander den stores familj, bland dem Roxana och Alexander IV och  Barsine och Herakles av Makedonien. Han antog kunganamn 305 f.Kr. och lyckades stanna kvar på Makedoniens tron till sin död.
Kassandros var en hänsynslös men duglig härskare. Bland hans betydelsefullare regeringsåtgärder märks grundandet av staden Kassandria på Potidaias ruiner. Vidare återställde han Thebe efter att det förstörts av Alexander den store och omvandlade Therma till Thessaloníki (uppkallat efter hans hustru).
Kassandros var gift med Alexander den stores halvsyster Thessaloníki.